# Lewis Strang
Lewis Strang (ur. 7 sierpnia 1884 roku w Amsterdamie, zm. 20 lipca 1911 roku w Blue River) – amerykański kierowca wyścigowy.

## Kariera
W swojej karierze Strang startował głównie w Stanach Zjednoczonych w mistrzostwach AAA Championship Car oraz towarzyszącym mistrzostwom słynnym wyścigu Indianapolis 500. W pierwszym sezonie startów, w 1909 roku odniósł zwycięstwo w wyścigu na owalnym torze Indianapolis Motor Speedway. Poza tym wygrywał również wyścigi w Decatur, Illinois State Fairgrounds i Lansing, które nie były jednak wliczane do klasyfikacji mistrzostw. Z dorobkiem 345 punktów został sklasyfikowany na osiemnastym miejscu w końcowej klasyfikacji kierowców. Rok później raz stanął na podium. Uzbierał łącznie 235 punktów, które dały mu siedemnastą pozycję w klasyfikacji generalnej. W 1911 roku wystartował jedynie w wyścigu Indianapolis 500, w którym w kwalifikacjach osiągnął najwyższą prędkość. Jednak w samym wyścigu na 109 okrążeniu miał awarię układu sterowniczego. 